# Emmy the Great
Emmy the Great（1984年—），本名莫藹明（英語：Emma-Lee Moss），生於香港的英國倫敦創作歌手，已出版兩張大碟《First Love》及《Virtue》。

## 早期生活
在香港出生，父親是英國人，母親是香港人。童年時期一直在香港生活和接受教育，直至12歲才與家人返回英國倫敦郊區居住。她在香港讀書時，是那間中文學校內的唯一一個外籍學生，而她需要坐車到TOWER RECORDS購買非中文歌曲，例如碎南瓜樂隊的唱片。

## 簡歷
她最初有與一些獨立民謠音樂組合合作演出，但她的單人演出才令眾人認識她。在2004年，她在互聯網上發放自己的免費音樂樣本，首次採用Emmy the Great這個名字。在2005年4月6日，她發行了兩首單曲《Secret Circus》和《The Hypnotist's Son》。。在2006年4月，她正式推出了首隻單曲《Secret Circus》。
她在2007年正式出道。在2007年11月26日，她推出了單曲《Gabriel》，同年9月13日，再推出單曲《My Bad》。
在2008年11月10日，她推出了單曲《We Almost Had a Baby》。
在2009年2月2日(官方網站指2月9日)推出首張專輯《First Love》，在同月23日，推出專輯內的單曲《First Love》。紐約時報把《First Love》列在他們的2009年最佳專輯列表的第七位。
在2011年8月3日，她發表單曲《Edward》。在2011年6月13日，她發表第二張專輯《Virtue》，在同年4月29日專輯中的首要單曲《Iris》以數碼下載發佈。在2011年11月21日，她發表了《This is Christmas》

## 音樂演出
在2011年9至10月，她在英國舉行了巡迴演出。
在2012年，她舉行了數次的音樂會
在2013年

## 個人生活
2011年，她與男友Tim Wheeler合作製成專輯《This is Christmas》。

## 寫作
她現時有為數份報紙編寫專欄，包括《明報》。

## 唱片列表

### 專輯
- 2009年：《First Love》[25]
- 2011年：《Virtue》
- 2011年：《This is Christmas》
- 2016年：《Second Love》

### EP
- 2006年：《Take Me I'm Free》
- 2007年：《My Bad》 (Moshi Moshi)
- 2007年：《Chris Moss EP》
- 2009年：《Edward》 (Close Harbour/ Absolute)
- 2015年：《S》 (Bella Union)

### 單曲
- 2006年：《Secret Circus》(Drowned in Sound)
- 2007年：《The Hypnotist's Son》(Drowned in Sound)
- 2007年：《Gabriel》(Moshi Moshi)
- 2008年：《We Almost Had A Baby》(Close Harbour)
- 2009年：《First Love》(Close Harbour)
- 2011年：《A Woman, A Woman, A Century of Sleep》(免費下載)
- 2011年：《Iris》(Close Harbour)
- 2011年：《Paper Forest (In the Afterglow of Rapture)》(Close Harbour)
- 2012年：《God of Loneliness》(Close Harbour)
- 2014年：《Swimming Pool》(Bella Union)

## 外部連結
- Emmy the Great 官方網站（页面存档备份，存于）
- Emmy the Great的Facebook專頁
- Emmy the Great的Instagram帳戶
- Emmy the Great的X（前Twitter）
- Emmy the Great 在Myspace 的網站（页面存档备份，存于）
- YouTube上的